# Rańsko (Rańsko)
Rańsko – osada leśna wsi Rańsko w Polsce położona w województwie lubuskim, w powiecie międzyrzeckim, w gminie Pszczew.
W latach 1975–1998 miejscowość należała administracyjnie do województwa gorzowskiego.